# 4141 Nintanlena
A 4141 Nintanlena (ideiglenes jelöléssel 1978 PG3) a Naprendszer kisbolygóövében található aszteroida. Nyikolaj Sztyepanovics Csernih fedezte fel 1978. augusztus 8-án.